# Печерский Берег
Печерский Берег — опустевшая железнодорожная станция в Сызранском районе Самарской области в составе сельского поселения Печерское. 

## География
Находится на линии Сызрань-Тольятти на расстоянии примерно 29 километров по прямой на восток от северо-восточной границы районного центра города Сызрань.

## Население
Постоянное население составляло 0 человек в 2002 году, 0 в 2010 году.